# Callogobius plumatus
Callogobius plumatus är en fiskart som först beskrevs av Smith, 1959.  Callogobius plumatus ingår i släktet Callogobius och familjen smörbultsfiskar. Inga underarter finns listade.